# Vladímir Tatlin
Vladímir Tatlin o Volodímir Tatlin (rus: Владимир Евграфович Та́тлин, Vladímir Ievgràfovitx Tatlin; ucraïnès: Володи́мир Євгра́фович Та́тлін, Volodímir Ievhràfovitx Tatlin) (Khàrkiv, Imperi Rus 1885 - Moscou, 1953) fou un pintor i escultor rus o ucraïnès, constructivista, que va abastar múltiples facetes: escultura, pintura, projectes arquitectònics, objectes inventats, de disseny, i decorats teatrals.

## Biografia
El 1915 va fundar el Constructivisme, sent el principal inspirador de l'avantguarda artística de major impacte a l'URSS, juntament amb el Futurisme. L'any 1913 va conèixer Picasso i va passar per diversos moviments artístics. Va voler materialitzar l'art amb muntatges, i promoure la mort de l'art de museu: "l'Obra ha de participar en la vida i en la construcció del món." 

## Obra
El seu projecte més famós és el Monument a la Tercera Internacional (en rus: «Памятник III-му Интернационалу»; en ucraïnès: Монумент III Інтернаціоналу), també conegut com a Torre de Tatlin (en ucraïnès: Башта Татліна, 1919-1920), que mai no es va construir. Havia de ser un edifici habitable, molt més alt que la Torre Eiffel, en el qual s'albergaria la seu de la Internacional. Es va unir a Aleksandr Ródtxenko als VKhUTEMAS o Tallers Superiors Artístics i Tècnics de l'Estat (en rus: ВХУТЕМАС, Высшие художественно-технические мастерские), una de les primeres escoles de disseny del món, instal·lada a Moscou del 1920 fins a l'inici de la Primera Guerra Mundial.
Tatlin va dissenyar també el Letatlin (en rus: «Летатлин»; en ucraïnès: «Летатлін»), aparell volador sense motor d'ús individual que permetria als ciutadans soviètics desplaçar-se sense crear contaminació i de manera natural. El nom de l'aparell juga amb la paraula per volar (letat) i el nom de l'artista.